# アリアドネ (小惑星)
アリアドネ (43 Ariadne) はやや大きく明るいメインベルト（小惑星帯）のS型小惑星。フローラ族では二番目に大きい小惑星であり、この族自体がアリアドネ族と呼ばれていたこともある。
1857年4月15日、ノーマン・ポグソンによってオックスフォードで発見され、ギリシア神話のアリアドネーにちなんで名づけられた。
ライトカーブ観測からアリアドネは非常に細長い形で、ひょうたん型、あるいはとても角度のある形をしていると推測されている。極が黄道座標に対してほぼ平行であり (β, λ) = (-15°, 235°)、赤道傾斜角がおよそ105°ある。このため、自転が逆行している。
また、理由は知られていないが Asteroid 43 Ariadne の名前がアメリカ航空宇宙局 (NASA) の彗星探査機スターダストの支援者名簿に含まれており、探査機の中のマイクロチップに格納されている。